# تپه شاخ قبران ۱
تپه شاخ قبران ۱ مربوط به هزاره اول قبل از میلاد - سدهٔ ۸–۶ ه.ق است و در شهرستان نقده، بخش محمدیار، دهستان المهدی، روستای گردقیط واقع شده و این اثر در تاریخ ۷ خرداد ۱۳۸۷ با شمارهٔ ثبت ۲۲۹۲۰ به‌عنوان یکی از آثار ملی ایران به ثبت رسیده است.